# 조피 프레데리케 폰 바이에른 왕녀
조피 프레데리케 폰 바이에른 왕녀(독일어: Sophie Friederike von Bayern, 1805년 1월 27일 ~ 1872년 5월 28일)는 오스트리아-헝가리 제국의 프란츠 요제프 1세 황제의 어머니이다.

## 생애
바이에른 선제후국의 선제후이자 바이에른 왕국의 국왕인 막시밀리안 1세 요제프와 그의 아내인 카롤리네 폰 바덴 대공녀의 일란성 쌍둥이 딸로 태어났다. 1824년 11월 4일에는 프란츠 카를 폰 외스터라이히 대공과 결혼했다.
1848년 오스트리아 제국의 페르디난트 1세 황제가 프란츠 카를 폰 외스터라이히 대공에게 양위하면서 황후가 될 수 있었지만 마리아 안나 디 사보이아 왕녀와 함께 프란츠 카를 폰 외스터라이히 대공을 압박하면서 자신의 아들인 프란츠 요제프 대공에게 제위를 잇게 한다. 이는 무능한 자신의 남편보다 똑똑한 자신의 아들을 황제로 즉위시켜, 오스트리아 제국의 보탬이 되길 위해서였다.
그녀는 자신 덕택에 황제가 된 아들을 이용해 오스트리아의 정치 전반에 관여하게 되었지만, 자유주의적인 엘리자베트 폰 외스터라이히웅가른 황후의 등장으로 인해 생긴 오스트리아-헝가리 제국의 성립과 자신의 둘째 아들인 막시밀리아노 1세의 사망 이후에 정치에서 물러난다. 그녀는 나폴레옹 2세와 매우 친하게 지냈으며 그가 죽고 나자 냉정한 사람이 되었다고 전해진다.
그녀는 군주와 결혼한 자매들과 달리 오스트리아 대공에 불과한 프란츠 카를 폰 외스터라이히 대공과 결혼하는데, 프란츠 1세의 장남이 저능아였고, 정신 질환을 앓고 있었기 때문에 차남이었던 프란츠 카를 폰 외스터라이히 대공과의 결혼도 합스부르크로트링겐 왕가와 비텔스바흐 왕가에서도 중요하게 받아들여졌다. 그러나 조피는 프란츠 카를 폰 외스터라이히 대공을 처음 보고, 그의 모습에 기겁을 했다고 전해진다.

## 자녀
| 사진 | 이름                                 | 생일             | 사망                   | 기타                                                                                  |
| ---- | ------------------------------------ | ---------------- | ---------------------- | ------------------------------------------------------------------------------------- |
|      | 프란츠 요제프 1세                    | 1830년 8월 18일  | 1916년 11월 21일(86세) | 아버지를 대신해 제위 계승(1848 ~ 1916). 바이에른의 엘리자베트와 결혼, 슬하 1남 3녀    |
|      | 막시밀리안                           | 1832년 7월 6일   | 1867년 6월 19일(34세)  | 멕시코의 황제(1864 ~ 1867)로 등극했다 총살. 샤를로트 드 벨지크 왕녀와 결혼, 자녀 없음 |
|      | 카를 루트비히 폰 외스터라이히 대공   | 1833년 7월 30일  | 1896년 5월 19일(62세)  | 카를 1세의 조부                                                                       |
|      | 마리아 안나                          | 1835년 10월 27일 | 1840년 2월 5일(4세)    | 요절                                                                                  |
|      | 사산된 아들                          | 1840년 10월 24일 | 1840년 10월 24일       |                                                                                       |
|      | 루트비히 빅토어 폰 외스터라이히 대공 | 1842년 5월 15일  | 1919년 1월 18일(76세)  | 미혼                                                                                  |